# 줄레이카 로빈슨
줄라이카 로빈슨(Zuleikha Robinson, 영어 발음: /zuˈlaɪkə/, 1977년 6월 29일 ~ )은 영국의 배우, 가수이다.
버마계-인도인 어머니와 영국인 아버지 사이에서 태어나 로스앤젤레스에 있는 아메리칸 아카데미 오브 드라마틱 아츠를 졸업했으며 ABC 드라마 《로스트》에서 일라나 버단스키 역을 맡은 것으로 잘 알려져 있다.

## 경력
2006년 미라 네어가 감독한 영화 《이름 뒤에 숨은 사랑》에서 모우슈미 마줌더라는 뱅골 사람 역을, 2007년 HBO 드라마 《로마》에서 조연을, 그리고 2008년 폭스 드라마 《뉴 암스테르담》에서 뉴욕 경찰 탐정 이바 마케즈 역을 맡았다.
2009년 《로스트》 시즌 5, 시즌 6에 걸쳐 주연 일라나 역을 맡았다.

## 출연 작품

### 영화
- 히달고 (2004)
- 베니스의 상인 (2004) - 제시카 역
- 이름 뒤에 숨은 사랑 (2006)

### 텔레비전
- 로마 (2007)
- 뉴 암스테르담 (2008)
- 로스트 (2009-10)
- 홈랜드 (2012)
- 멘탈리스트 (2013)
- 엑소시스트 (2017)
- 로앤오더: 성범죄 전담반 (2019-20)